# Rhinolophus pearsonii
Rhinolophus pearsonii is een zoogdier uit de familie van de hoefijzerneuzen (Rhinolophidae). De wetenschappelijke naam van de soort werd voor het eerst geldig gepubliceerd door Horsfield in 1851.

## Voorkomen
De soort komt voor in Bangladesh, Bhutan, China, India, Laos, Maleisië, Myanmar, Nepal, Thailand en Vietnam.